# Brabanthäst
Brabanthästen kallas även Belgiskt kallblod eller Belgisk dragare och är en stor och kraftig hästras från Belgien. Under medeltiden kallades den även för Flandrisk häst. Den räknas som en av världens viktigaste kallblodshästar och har även varit en av världens mest berömda hästraser och har varit med att utveckla många av dagens tyngre kallblodshästar. Brabanten är en stor häst med mycket massa och styrka. Idag är rasen så gott som glömd i sitt gamla ursprungsland Belgien men i USA har den bara växt i popularitet och ernått en stor status som hästras. Världens största nu levande häst var länge en brabanthäst som hette Big Jake, som var över 2 meter i mankhöjd och som dog 5 juni 2021.

## Historia
Brabanthästen är en riktigt gammal ras som spelade stor roll för hela hästens utveckling. Den anses vara en direkt ättling till den utdöda primitiva Skogshästen och tillsammans med sin släkting Ardennern så var dessa hästar väldigt populära hos de gamla romarna och fick till och med hedersomnämnande av Julius Caesar i hans skrifter "Anteckningar om galliska kriget". De första bevisen om rasens uppkomst är daterade till ca år 1000 e.Kr och från och med den här tiden fram till 1500-talet föddes rasen upp i Brabant och Flandern. 
Belgien råkade som de flesta europeiska länder ut för ett antal krig under alla århundraden och även om alla andra länder utvecklade remonthästar och krigshästar så höll belgarna envist fast vid sina tunga kallblodshästar och kallbloden utgör än idag nästan 90% av Belgiens hästpopulation. Uppfödarna stod emot allt påtryck från omvärlden och bedrev en strikt avel. Under slutet av 1600-talet började hästarna att kallas för Brabanthästar efter området de föddes upp i. De kallades även "race de trait belge" (belgisk dragare). 
Under 1870-talet omfattade rasen tre huvudlinjer som var baserade på släktskap till skillnad från i många andra länder där man gick efter hästarnas exteriör under aveln. Den första linjen baserades på en häst som hette Orange I och hans linje gav hästar som nästan alltid var bruna. Linjen kallades Gros de la Dendre och de flesta hästar från den linjen var stora och pampiga . Den andra linjen kallades Gris du Hainaut med hingsten Bayard som stamfader. Denna linje omfattade hästar som var skimmel, rödskimmel, black eller fuxar. Den rödstickelhåriga färgen visade speciellt att rasen var av primitivt ursprung. Den tredje brabantlinjen, Colosses de la Mehaique, grundades av den rödbruna hingsten Jean I. De flesta hästar i denna linje karaktäriserades av riktigt kraftiga ben. 
Under slutet av 1800-talet växte rasens popularitet då belgarna nådde stora framgångar inom hästutställningar i Europa. Hingsten Brilliant, en son till Orange I, vann det internationella priset i Paris år 1878, och vann sedan flera år på raken i Lille, London och Hannover. År 1900 blev Brilliants sonson Reve d'Or världschampion och även hans avkomma Avenir d'Herse blev superchampion med över tiotalet världstitlar. 
Efter andra världskriget minskade dock rasens popularitet i Belgien och den användes mest som jordbrukshäst och används till det än idag. Rasen har däremot väckt intresset i USA och Kanada.

## Egenskaper
Brabanthästen är välkänd för att vara en riktigt stor och stark hästras med en otrolig styrka i ryggen. Benen är korta, kraftiga och välformade med ganska lite hovskägg. Huvudet är fyrkantigt och ganska litet. 
Benen är kraftiga men med fina leder, fint hovskägg och stora, ganska platta hovar. Rörelserna är lite klumpiga och passar bra till hästens struktur. Brabanten är känd för sitt goda lynne, uthållighet och arbetsvilja. 